# Halle aux draps de Gand
Pour les articles homonymes, voir Halle aux draps.
La Halle aux draps (Lakenhalle en néerlandais) est un édifice de style gothique situé au centre de la ville de Gand, dans la province de Flandre-Orientale en Belgique.
Elle est le symbole de la prospérité de l'industrie drapière à Gand avant le XVIIe siècle.

## Localisation
La halle aux draps jouxte le côté est du beffroi de Gand, entre la place Saint-Bavon et la rue du Marché au beurre (Botermarkt), dans les environs immédiats de la cathédrale Saint-Bavon, de l'église Saint-Nicolas, de l'hôtel de ville de Gand et du Grand Théâtre de la Ville de Gand.

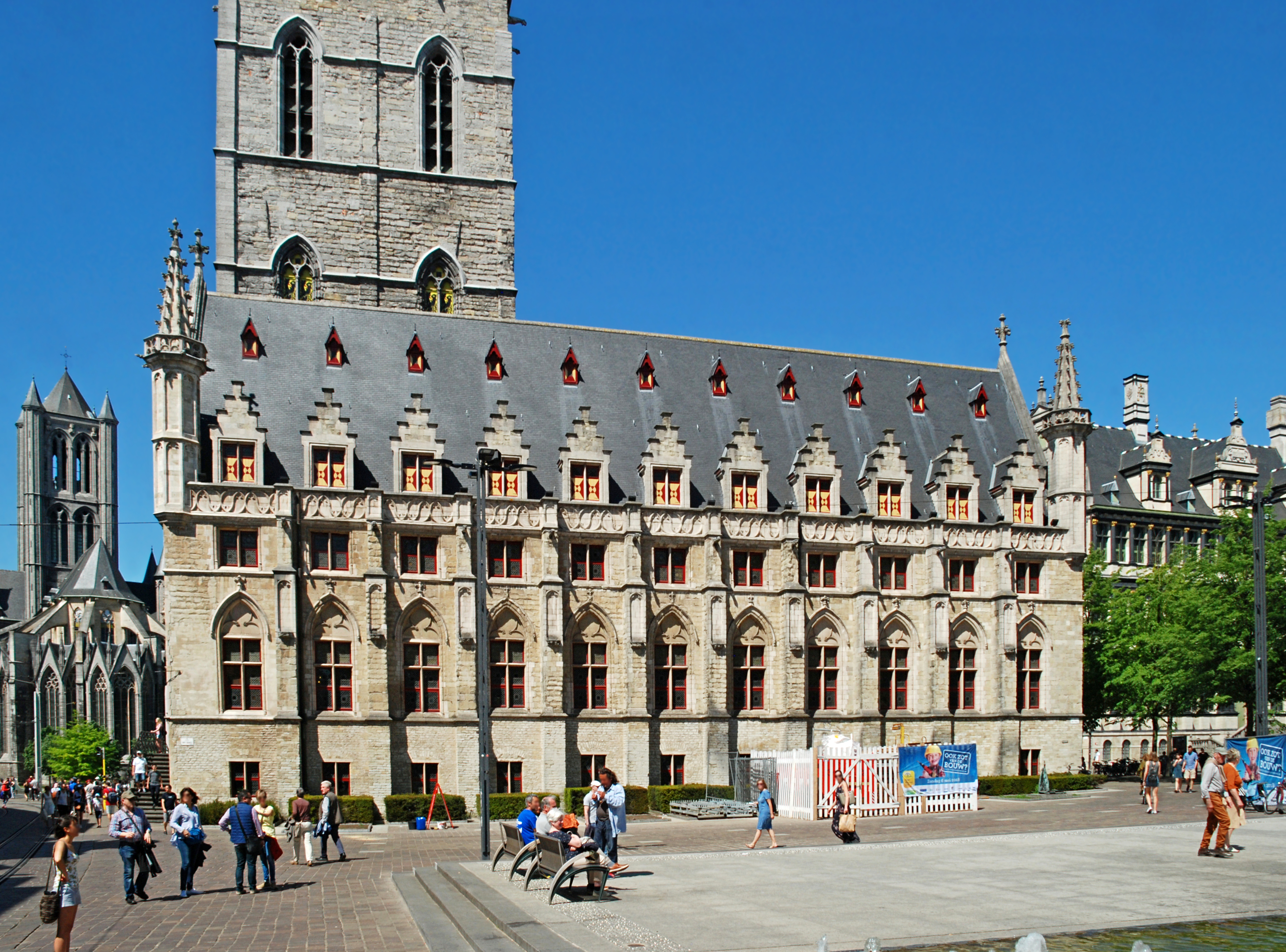
La façade orientale sur la place Saint-Bavon.

## Historique
La halle aux draps a été édifiée de 1425 à 1441 selon les plans de l'architecte Simon Van Assche, au pied du beffroi qui lui est antérieur et qui date pour sa part du premier quart du XIVe siècle.
Elle ne fut achevée qu'en 1903,.
Sa crypte a été utilisée de 1742 à 1902 comme prison municipale.

## Classement
La halle aux draps est classée avec le beffroi comme patrimoine mondial de l'Unesco depuis le 4 décembre 1999 et figure à l'inventaire du patrimoine immobilier de la Région flamande sous la référence 24555.

## Architecture

### Façade méridionale
Au sud, la Halle aux draps présente vers la rue Geerard de Duivelhof une façade de cinq travées édifiée en pierre de taille assemblée en grand appareil.
Cette façade compte quatre niveaux, séparés par des cordons de pierre.
Le niveau le plus bas est un sous-sol percé d'une grande porte à arc en anse de panier, intégrée dans l'escalier de pierre qui donne accès au bâtiment.
Le rez-de-chaussée, surélevé, est percé d'un grand portail ogival dont les piédroits sont ornés chacun d'une fine colonne surmontée d'un fin pinacle. Ce portail ogival intègre deux portes en anse de panier sous un tympan orné de trois lancettes ornées de trilobes et sommé d'un arc ogival terminé par un fleuron.
Le portail est flanqué de deux grandes fenêtres à croisée, à meneau et traverse de pierre, inscrites chacune sous un tympan orné d'un quadrilobe placé sous un arc ogival à fleuron.
L'espace entre les baies est occupé par un double niveau de niches à cul-de-lampe historié qui n'abritent pas de statues.
Le deuxième étage présente une rangée de cinq fenêtres à traverse de pierre, inscrites chacune sous un arc ogival non orné dont le tympan porte alternativement un trilobe ou un quadrilobe.
La façade méridionale de la halle aux draps se termine par pignon triangulaire orné de cinq lancettes, surmonté d'un fleuron et flanqué de deux tourelles octogonales à pinacle.

Façade méridionale
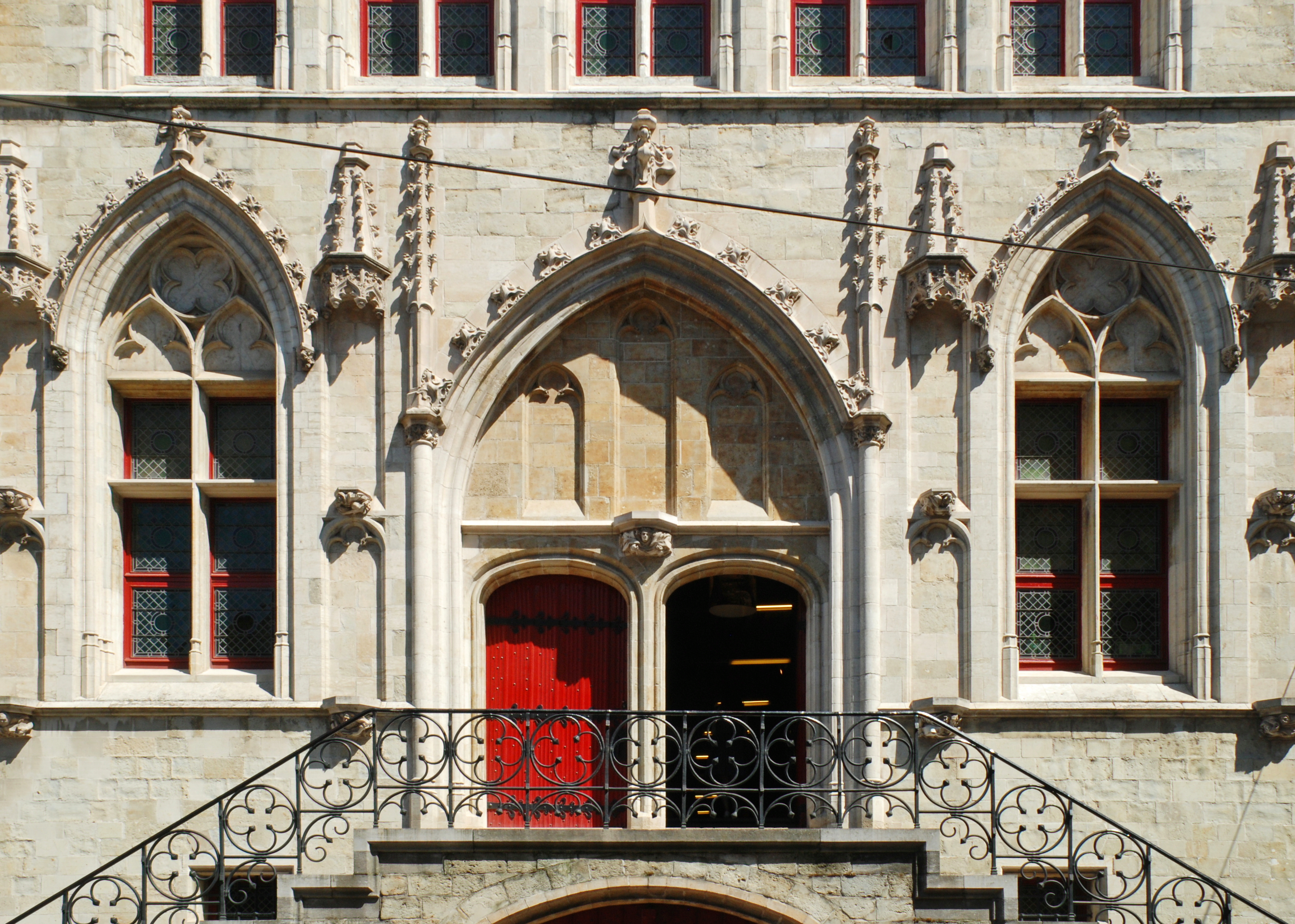
Les baies du rez-de-chaussée.
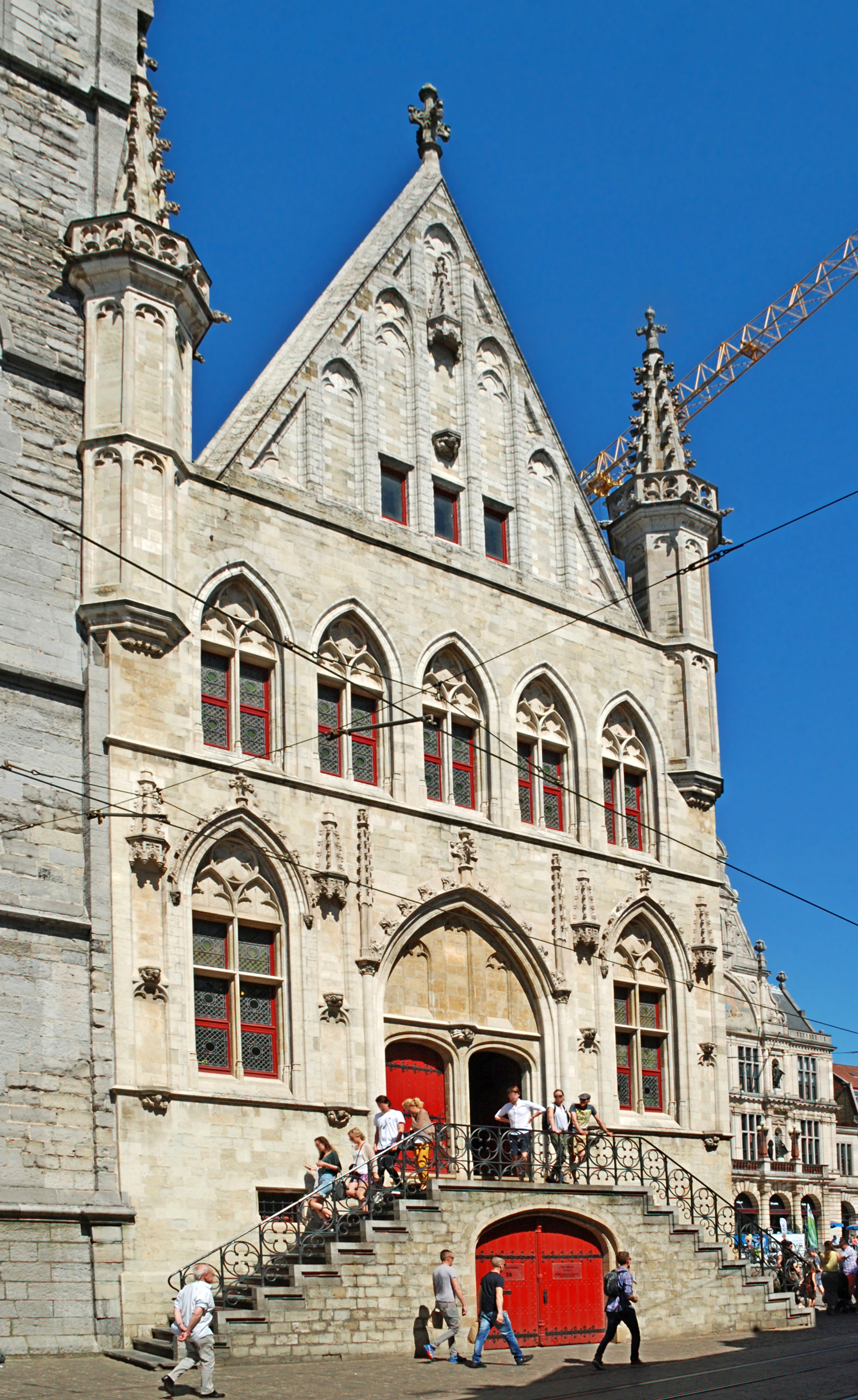
La façade méridionale.

### Façade orientale
À l'est, vers la place Saint-Bavon et face à la cathédrale, la halle aux draps présente une façade longue de onze travées toutes identiques, séparées par dix puissants contreforts.
Chacune de ces onze travées aligne verticalement une fenêtre rectangulaire à meneau au sous-sol, une fenêtre à croisée sous tympan à trilobe et arc ogival à fleuron au premier étage et une petite fenêtre carrée à meneau sous la corniche.
La corniche est masquée par une belle balustrade non ajourée ornée de sculptures qui traverse la façade de part en part et se termine par deux tourelles octogonales à balustrade ajourée et à pinacle.
La toiture d'ardoises est ornée de onze grandes lucarnes à gradins en pierre dont les volets sont peints en rouge et jaune et de onze petites lucarnes en bois peintes dans les mêmes couleurs.

Façade orientale
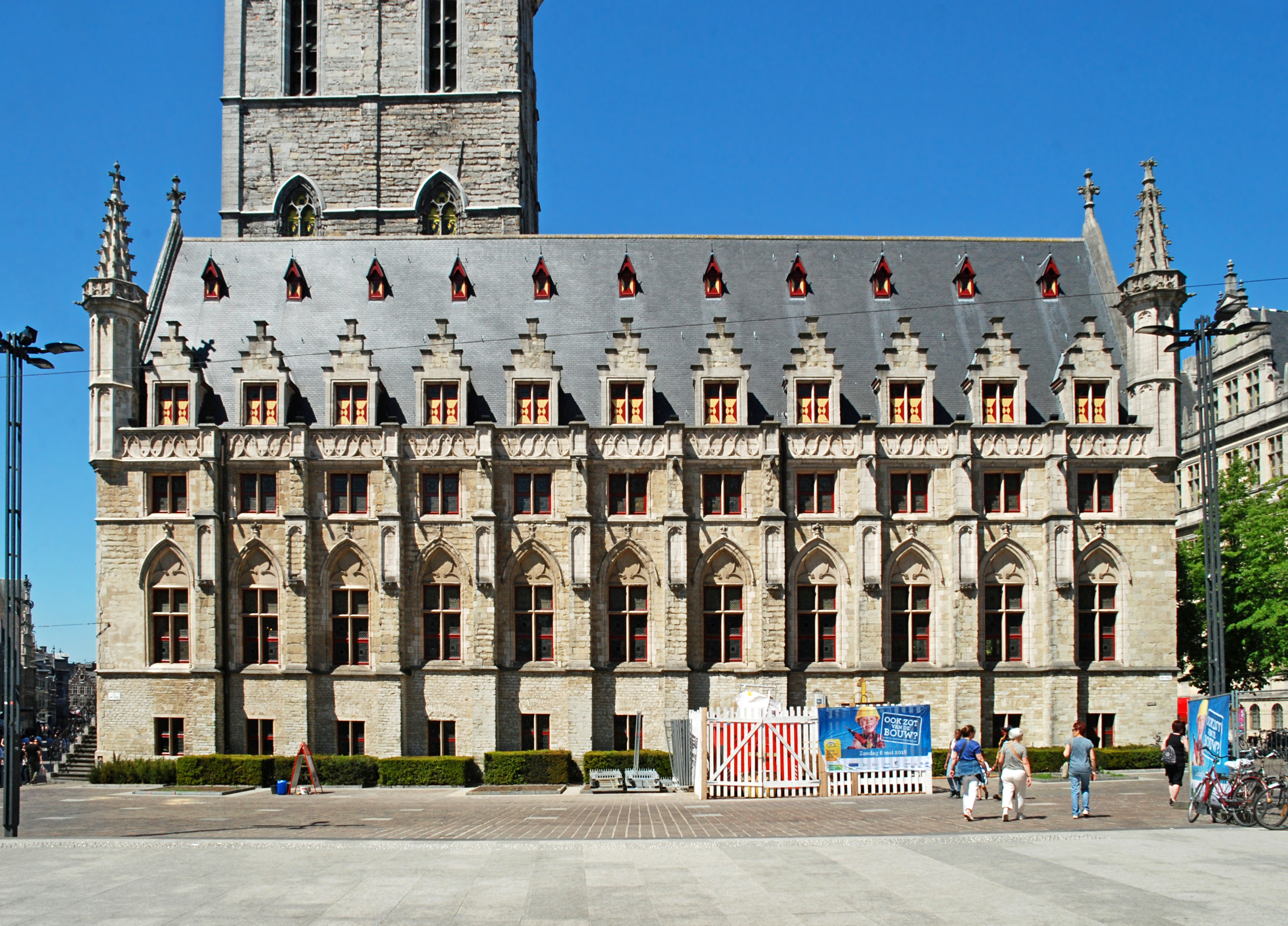
La façade orientale.
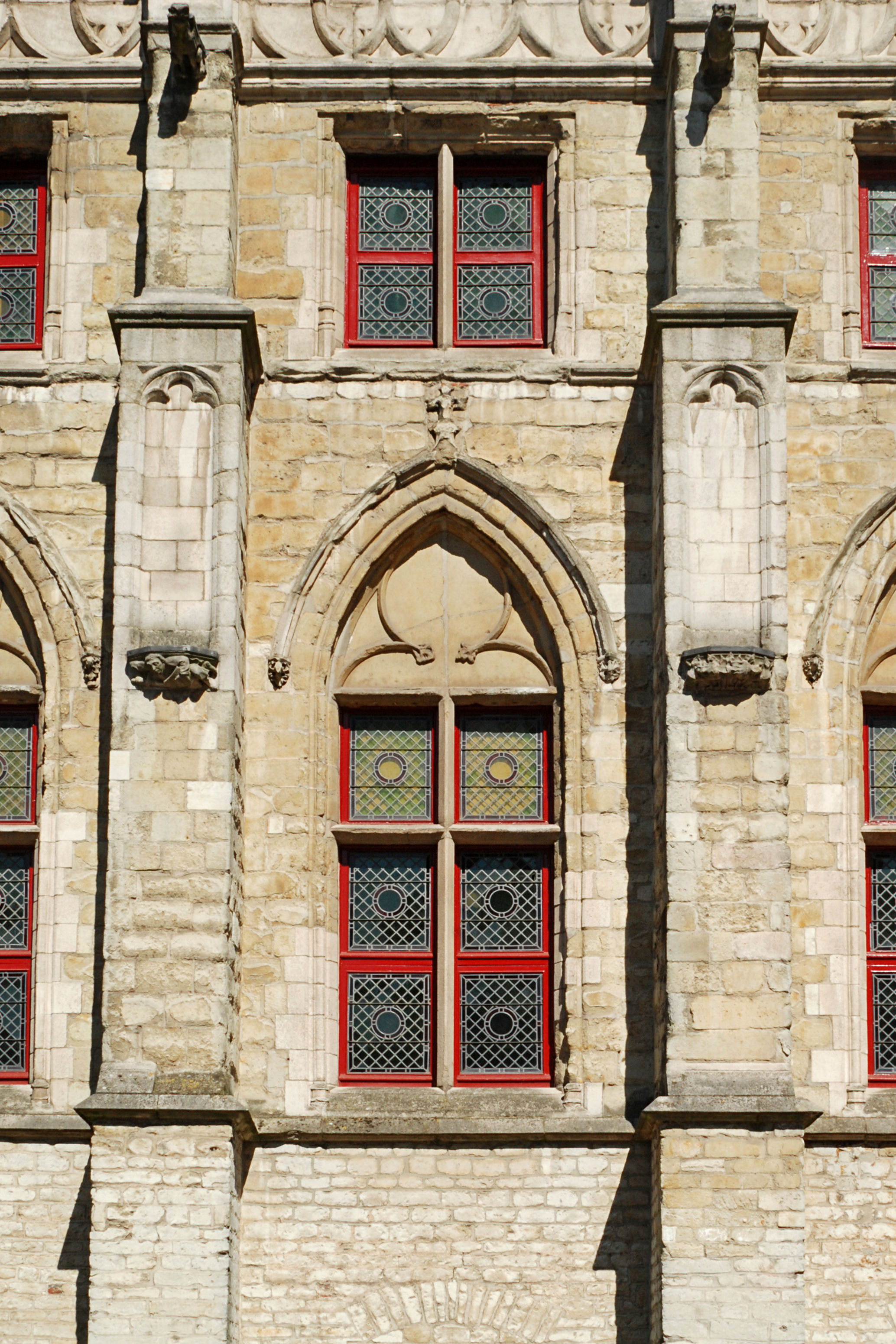
Fenêtre ogivale.
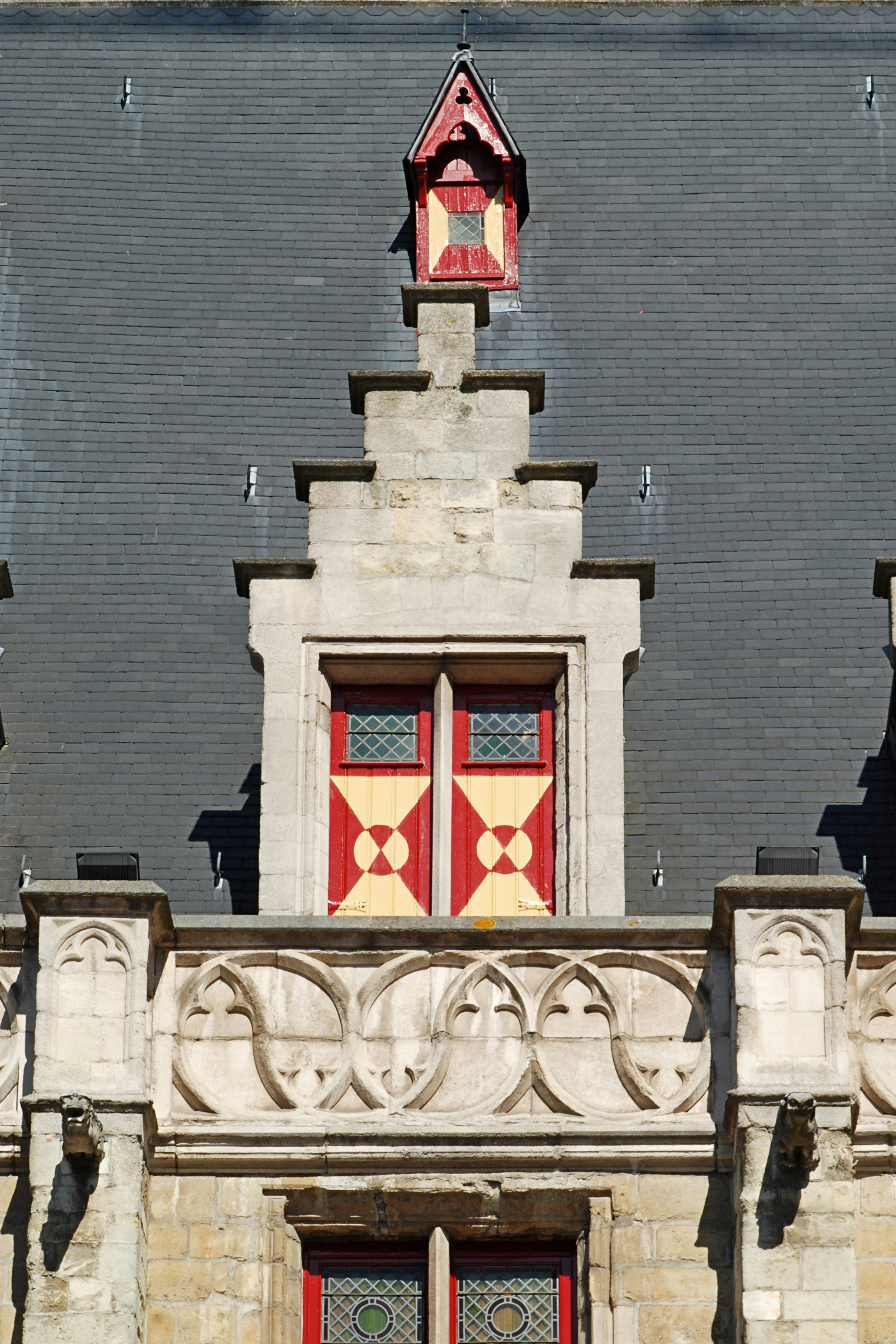
Lucarne.
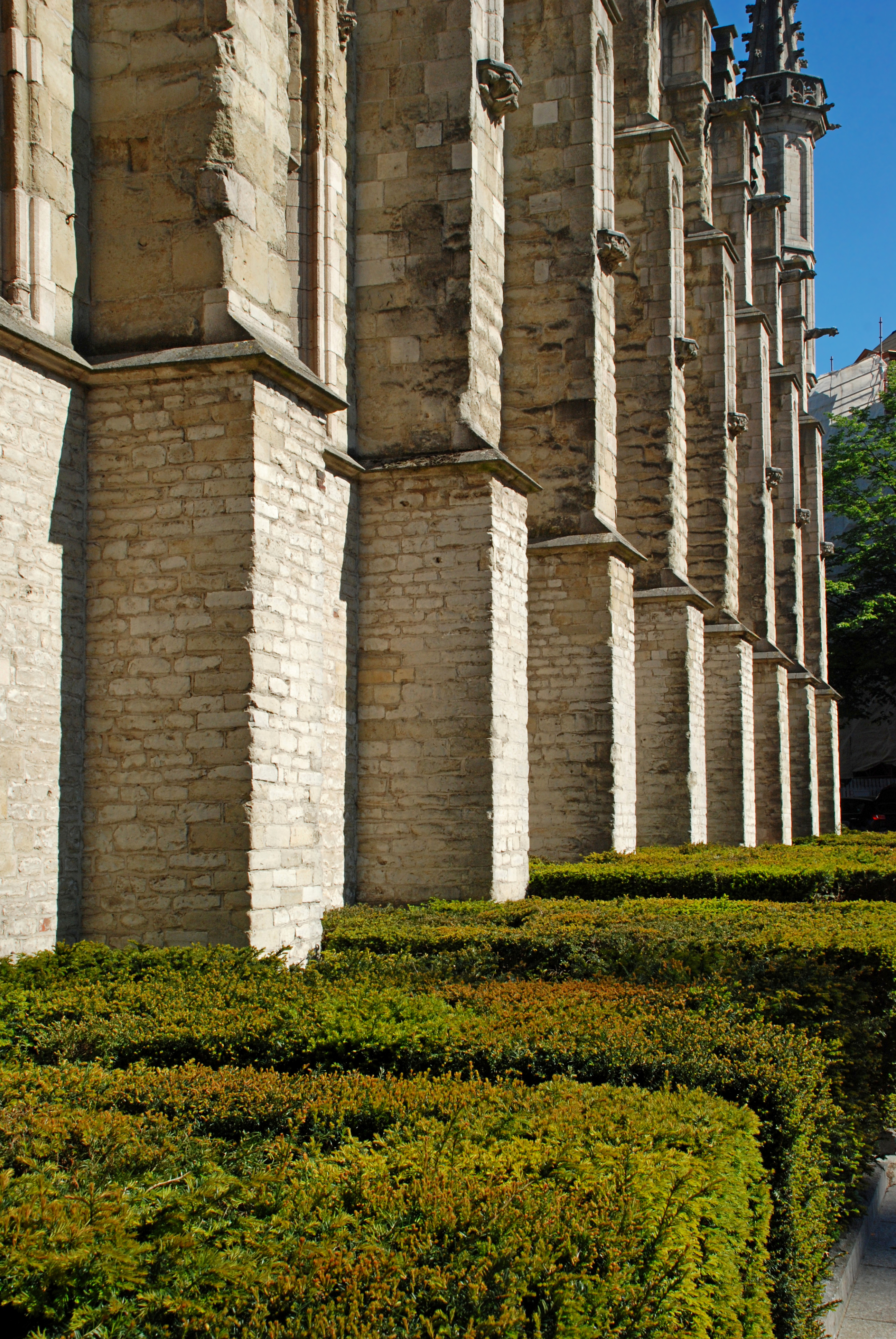
Contreforts.
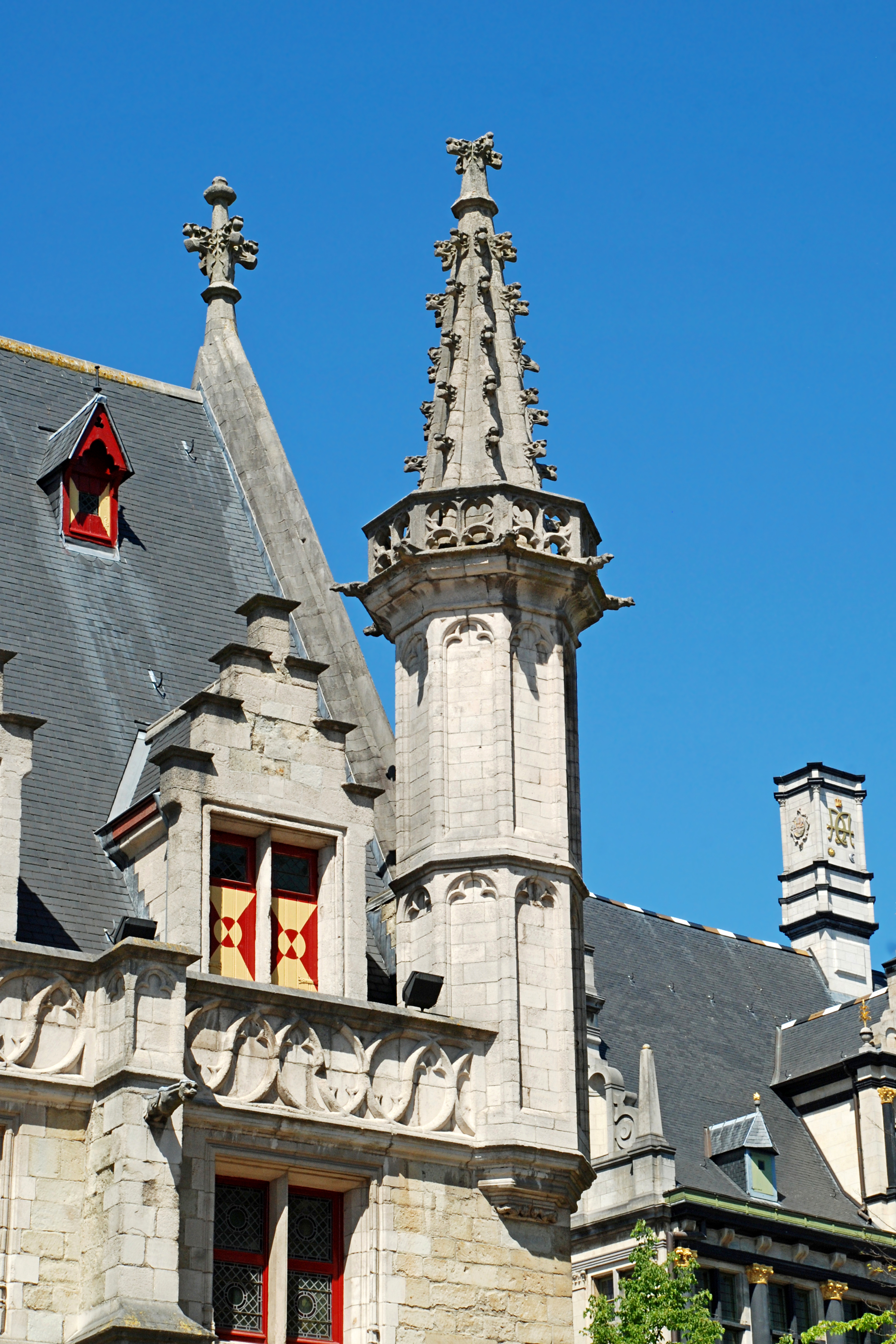
Tourelle.

### Ornements sculptés
Les diverses façades de l'édifice regorgent de délicats ornements sculptés de style gothique.
On trouve ainsi de nombreux culs-de-lampe sculptés de personnages ou de feuillages, des fleurons typiquement gothiques au sommet des arcs ogivaux, de délicats feuillages à la base de ces arcs et même sur les trilobes qui ornent les tympans.

Ornements sculptés
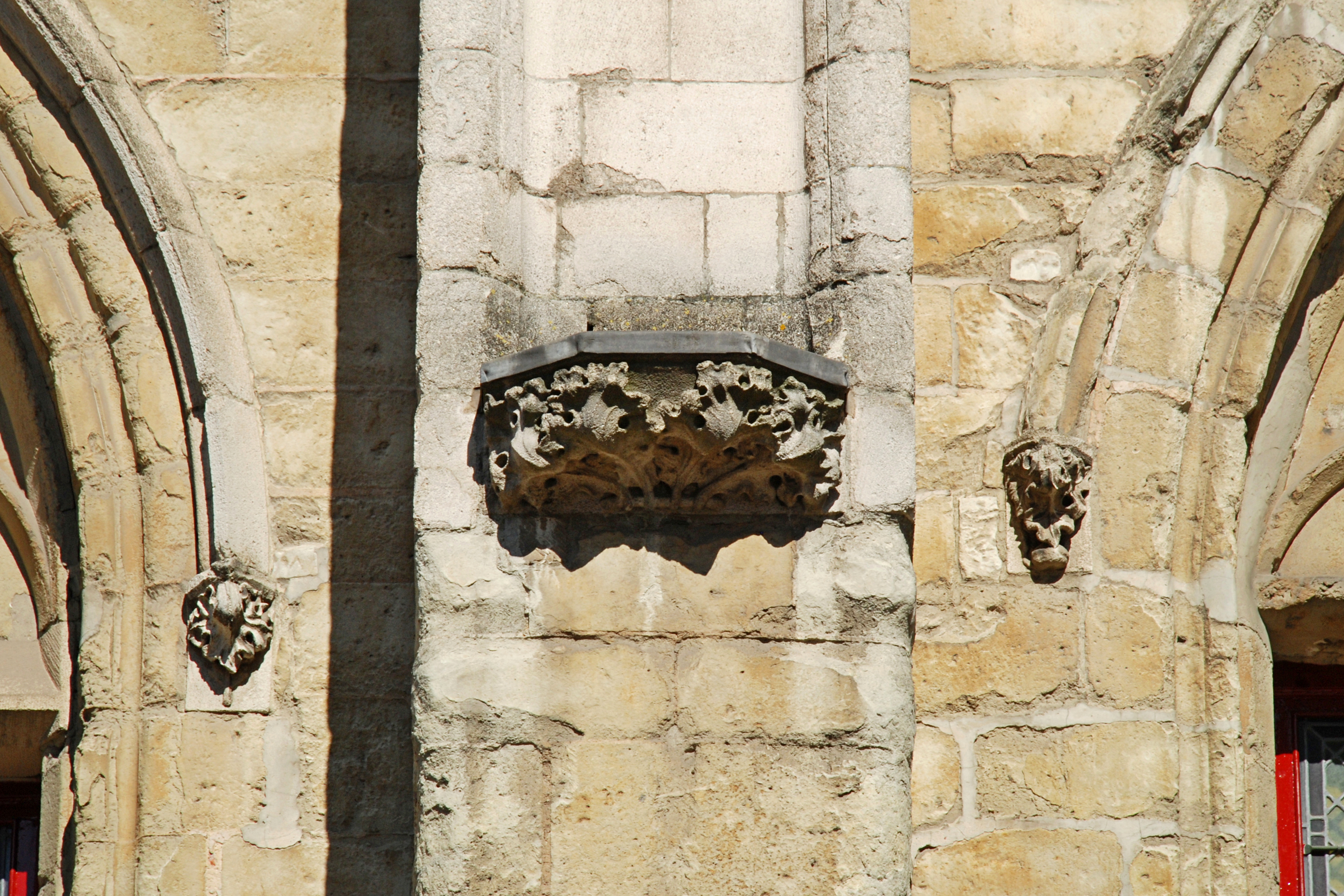
Cul-de-lampe orné de feuillages.
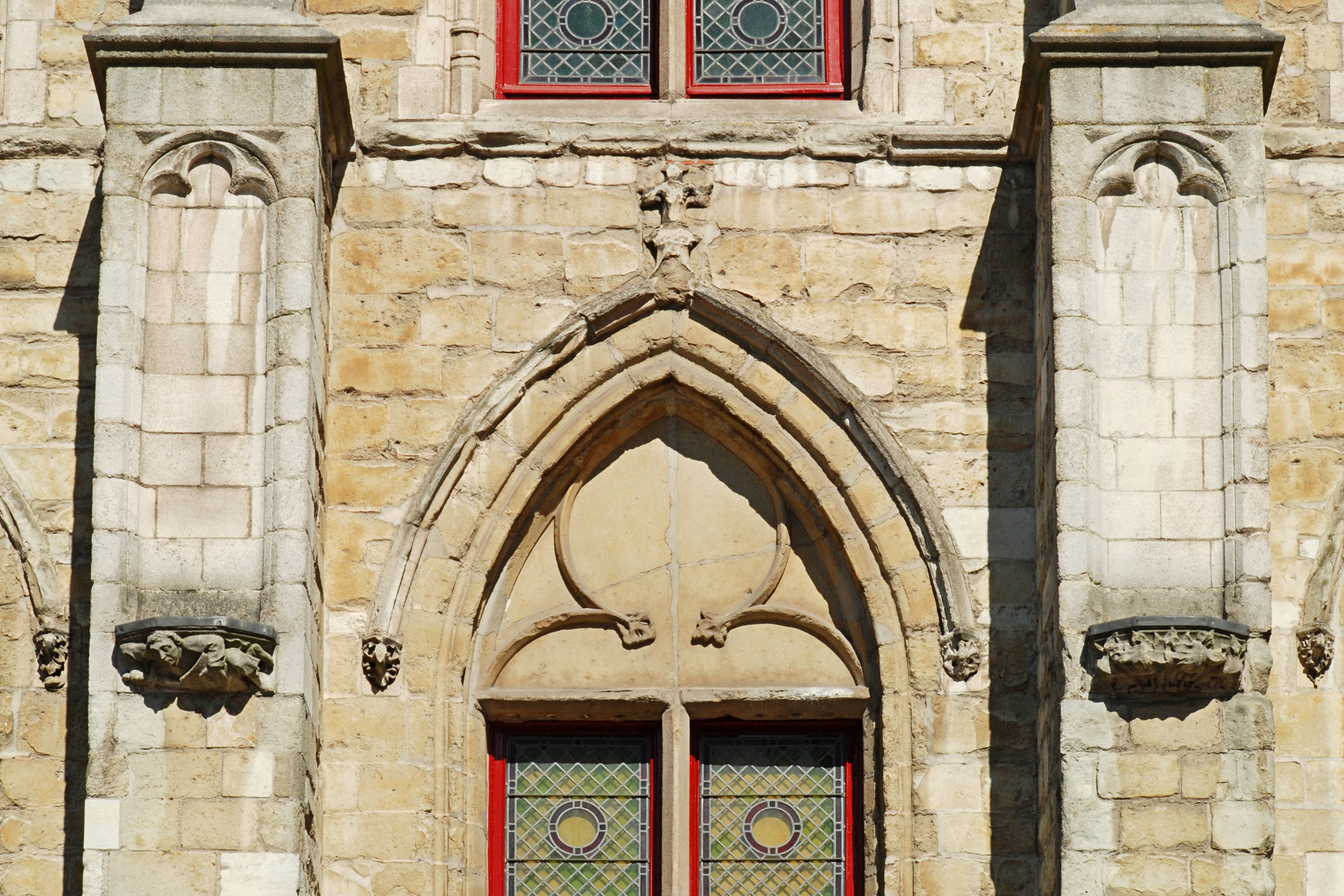
Tympan de fenêtre au trilobe orné de feuillages.
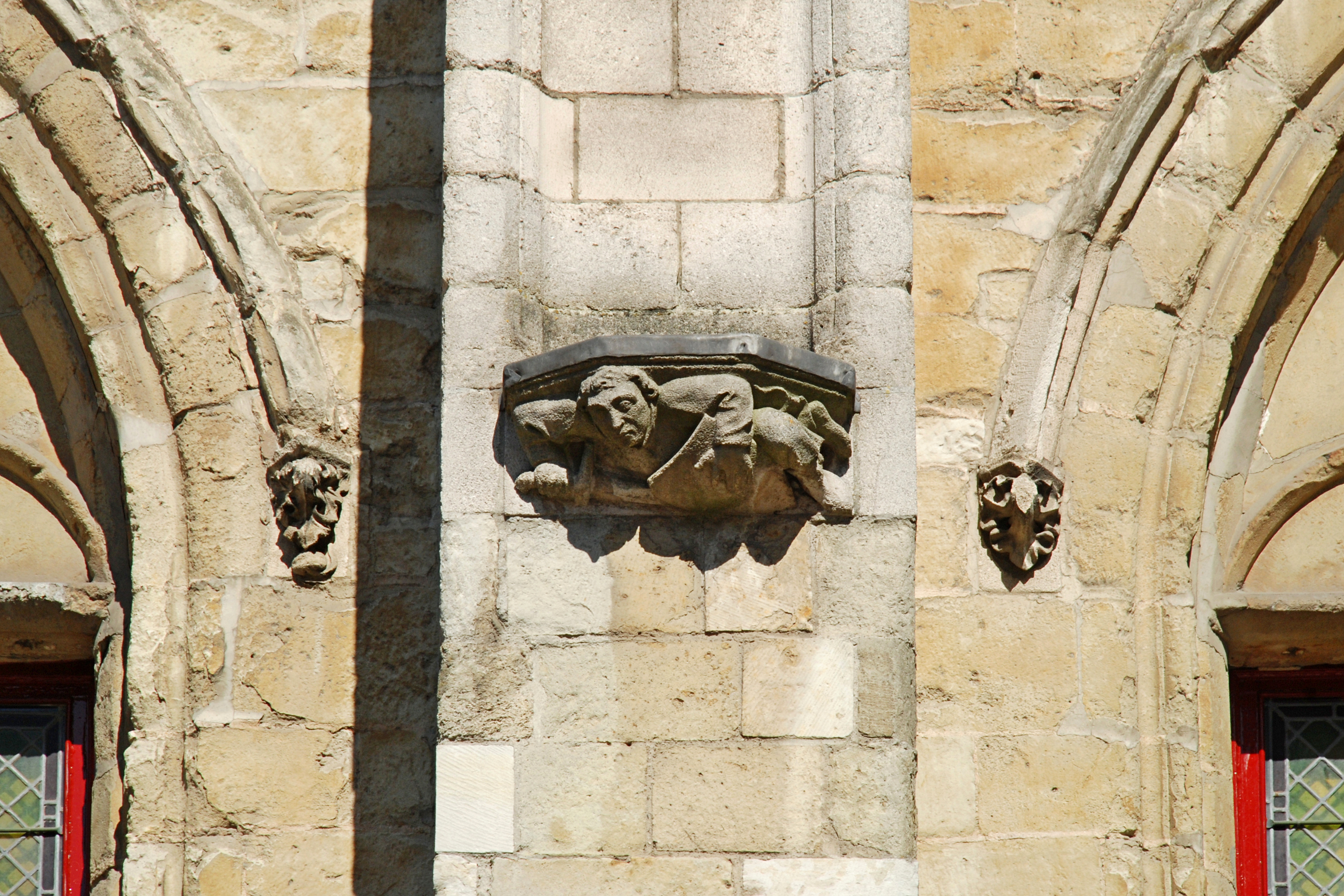
Cul-de-lampe historié.

## Intérieur
L'intérieur abrite une salle polyvalente où on peut admirer une cheminée du XVe siècle et qui donne accès au beffroi.
L'étage supérieur est depuis 1613 le local et la salle d'armes de la guilde Saint-Michel.